# ICD-10 Kapitel XVIII - Symptomer og abnorme fund ikke klassificeret andetsteds
ICD-10 Kapitel XVIII – Symptomer og abnorme fund ikke klassificeret andetsteds er det attende kapitel i ICD-10 kodelisten. Kapitlet indeholder symptomer og abnorme fund ikke klassificeret andetsteds.
| Kapitel XVIII – Symptomer og abnorme fund ikke klassificeret andetsteds (R00-R99)                          |
| R00-R09 - Symptomer og abnorme fund i kredsløbs- og åndedrætsorganer                                       |
| --- |
| R00 - Abnorm hjerterytme                                                                                   |
| R01 - Mislyd ved hjertet                                                                                   |
| R02 - Koldbrand IKA                                                                                        |
| R03 - Abnormt blodtryk uden diagnose                                                                       |
| R04 - Blødning fra luftveje                                                                                |
| R05 - Hoste                                                                                                |
| R06 - Abnorm vejrtrækning                                                                                  |
| R07 - Smerter i hals og bryst                                                                              |
| R09 - Andre symptomer og fund i kredsløbs- og åndedrætsorganer                                             |
| R10-R19 - Symptomer og abnorme fund i fordøjelsessystemet og abdomen                                       |
| R10 - Smerter i bughule og bækken                                                                          |
| R11 - Kvalme og opkastning                                                                                 |
| R12 - Halsbrand                                                                                            |
| R13 - Synkebesvær                                                                                          |
| R14 - Øget tarmluft og lignende tilstande                                                                  |
| R15 - Ufrivillig afgang af afføring                                                                        |
| R16 - Forstørret lever og milt IKA                                                                         |
| R17 - Gulsot UNS                                                                                           |
| R18 - Ascites                                                                                              |
| R19 - Andre symptomer og abnorme fund i fordøjelsessystem og abdomen                                       |
| R20-R23 - Symptomer og abnorme fund i huden og underhuden                                                  |
| R20 - Føleforstyrrelser i huden                                                                            |
| R21 - Ikke nærmere specificeret udslæt på huden                                                            |
| R22 - Lokaliserede hævelser, udfyldninger og knuder i hud og underhud                                      |
| R23 - Andre hudforandringer                                                                                |
| R25-R29 - Symptomer og abnorme fund i nervesystemet og bevægeapparatet                                     |
| R25 - Abnorme ufrivillige bevægelser                                                                       |
| R26 - Gangbesvær og mobilitetsforstyrrelser                                                                |
| R27 - Andre koordinationsforstyrrelser                                                                     |
| R29 - Andre symptomer og abnorme fund i nervesystemet og bevægeapparat                                     |
| R30-R39 - Symptomer og abnorme fund i urinvejene                                                           |
| R30 - Smerter ved vandladning                                                                              |
| R31 - Blod i urinen uden nærmere specificering                                                             |
| R32 - Urininkontinens uden nærmere specificering                                                           |
| R33 - Urinretention                                                                                        |
| R34 - Sparsom og ophævet diurese                                                                           |
| R35 - Stor diurese                                                                                         |
| R36 - Udflod fra urinrøret                                                                                 |
| R39 - Andre symptomer og abnorme fund fra urinvejene                                                       |
| R40-R46 - Symptomer og abnorme fund vedrørende erkendelsesevne, opfattelsesevne, stemningsleje og opførsel |
| R40 - Bevidsthedspåvirkning                                                                                |
| R41 - Andre symptomer og abnorme fund vedrørende erkendelsesevne                                           |
| R42 - Svimmelhed                                                                                           |
| R43 - Lugte- og smagsforstyrrelser                                                                         |
| R44 - Andre symptomer og abnorme fund vedrørende opfattelsesevnen                                          |
| R45 - Symptomer og abnorme fund vedrørende stemningslejet                                                  |
| R46 - Symptomer og abnorme fund vedrørende udseende og opførsel                                            |
| R47-R49 - Symptomer og abnorme fund vedrørende tale og stemmeføring                                        |
| R47 - Taleforstyrrelser IKA                                                                                |
| R48 - Ordblindhed og andre indlæringsforstyrrelser                                                         |
| R49 - Forstyrrelser i stemmeføring                                                                         |
| R50-R69 - Almene symptomer og abnorme fund                                                                 |
| R50 - Feber af anden og ukendt årsag                                                                       |
| R51 - Hovedpine                                                                                            |
| R52 - Smerter IKA                                                                                          |
| R53 - Utilpashed og træthed                                                                                |
| R54 - Alderdomssvækkelse                                                                                   |
| R55 - Besvimelse og kollaps                                                                                |
| R56 - Kramper IKA                                                                                          |
| R57 - Shock IKA                                                                                            |
| R58 - Blødning IKA                                                                                         |
| R59 - Forstørrede lymfeknuder                                                                              |
| R60 - Ødem IKA                                                                                             |
| R61 - Øget svedsekretion                                                                                   |
| R62 - Forsinket fysiologisk udvikling                                                                      |
| R63 - Symptomer og abnorme fund vedrørende føde- og væskeindtagelse                                        |
| R64 - Kakeksi                                                                                              |
| R67 - Fund ved vurdering af generel funktionsevne                                                          |
| R68 - Andre generelle symptomer og abnorme fund                                                            |
| R69 - Ukendte og ikke specificerede årsager til sygdom                                                     |
| R70-R79 - Abnorme fund ved undersøgelse af blodprøver uden diagnose                                        |
| R70 - Forhøjet sænkning og abnorm plasmaviskositet                                                         |
| R71 - Abnorme røde blodlegemer                                                                             |
| R72 - Abnorme hvide blodlegemer IKA                                                                        |
| R73 - Forhøjet blodsukker                                                                                  |
| R74 - Abnorme koncentrationer af serumenzymer                                                              |
| R76 - Andre abnorme immunologiske fund i serum                                                             |
| R77 - Andre abnorme fund i plasmaproteiner                                                                 |
| R78 - Påvisning af lægemidler og andre stoffer, som normalt ikke forekommer i blod                         |
| R79 - Andre abnorme kemiske fund i blodprøver                                                              |
| R80-R82 - Abnorme fund ved urinundersøgelse uden diagnose                                                  |
| R80 - Æggehvidestof i urinen                                                                               |
| R81 - Sukker i urinen                                                                                      |
| R82 - Andre abnorme fund i urinen                                                                          |
| R83-R89 - Abnorme fund ved undersøgelse af andre legemsvæsker, sekreter og væv uden diagnose               |
| R83 - Abnorme fund i cerebrospinalvæske                                                                    |
| R84 - Abnorme fund i prøver fra luftveje og thorax                                                         |
| R85 - Abnorme fund i prøver fra fordøjelsesorganer og bughule                                              |
| R86 - Abnorme fund i prøver fra mandlige kønsorganer                                                       |
| R87 - Abnorme fund i prøver fra kvindelige kønsorganer                                                     |
| R89 - Abnorme fund i prøver fra andre organer og væv                                                       |
| R90-R94 - Abnorme fund ved billeddiagnostiske undersøgelser og funktionsundersøgelser uden diagnose        |
| R90 - Abnorme fund ved billeddiagnostisk undersøgelse af centralnervesystemet                              |
| R91 - Abnorme fund ved billeddiagnostisk undersøgelse af lungerne                                          |
| R92 - Abnorme fund ved billeddiagnostisk undersøgelse af mammae                                            |
| R93 - Abnorme fund ved billeddiagnostisk undersøgelse af anden region                                      |
| R94 - Abnorme fund ved funktionsundersøgelser                                                              |
| R99 - Dårligt definerede og ukendte årsager til død                                                        |
| R99 - Særlige forhold vedrørende død                                                                       |

| Lægevidenskab | Spire Denne artikel om lægevidenskab er en spire som bør udbygges. Du er velkommen til at hjælpe Wikipedia ved at udvide den. |